# Andie MacDowell
Andie MacDowell, właśc. Rosalie Anderson MacDowell (ur. 21 kwietnia 1958 w Gaffney) – amerykańska aktorka i modelka.

## Życiorys

### Wczesne lata
Urodziła się w Gaffney w Karolinie Południowej jako córka Pauline „Pauli” Johnston (z domu Oswald), nauczycielki muzyki, i Mariona St. Pierre’a MacDowella, pracującego w przemyśle drzewnym. Była najmłodszą z czterech sióstr. Jej przodkowie mieli pochodzenie angielskie, francuskie, szkockie, irlandzkie i walijskie.
Jej rodzina była właścicielem domku letniskowego z okresu Antebellum w Arden w Karolinie Północnej, który został przekształcony w bed and breakfast o nazwie Blake House Inn. Graffiti z dziecięcych wizyt są przechowywane w szafie na piętrze. Jej rodzice rozwiedli się, gdy miała sześć lat. Kiedy miała osiem lat, jej ojciec ożenił się ponownie z Mary Frances Stone; związek ten trwał aż do jego śmierci. Jej matka była alkoholiczką i zmarła w wieku 53 lat. Przez dwa lata studiowała na Uniwersytecie Winthrop, a następnie krótko przeniosła się do Columbii w Karolinie Południowej.

### Kariera

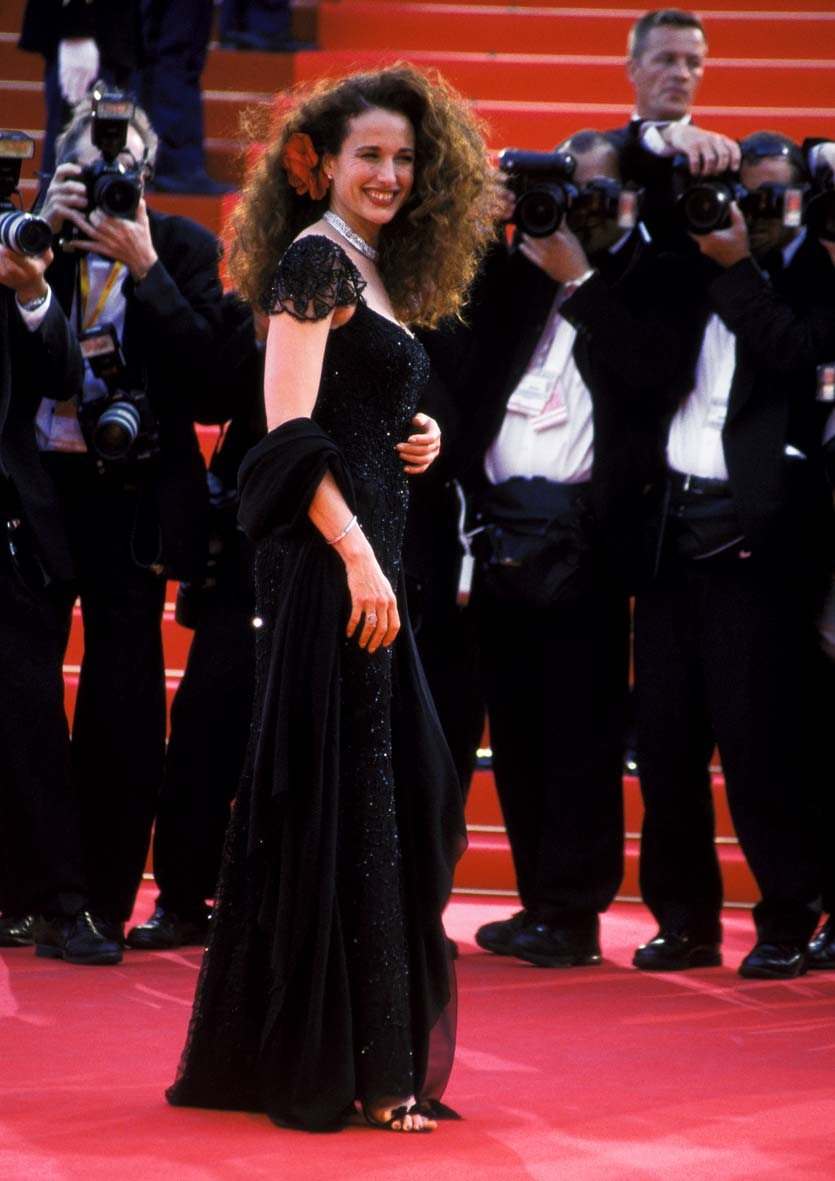
Andie MacDowell w Cannes (2001)

Najpierw została zauważona przez przedstawiciela Wilhelmina Models podczas podróży do Los Angeles, zanim później podpisała kontrakt z Elite Model Management w Nowym Jorku w 1978. Pracowała jako modelka dla „Elle” i „Vogue”, biorąc udział w kampanii Yves Saint Laurenta, Vassarette, perfum Armaniego, Sabeth-Row, Mink International, Anne Klein i Bill Blass. Miała dwadzieścia kilka lat i mieszkała w Paryżu. Seria billboardów na Times Square i ogólnokrajowe reklamy telewizyjne dla Calvina Kleina zwróciły na nią uwagę i doprowadziły do jej debiutu w roli Pani Jane Porter w filmie przygodowym Hugh Hudsona Greystoke: Legenda Tarzana, władcy małp (Greystoke: The Legend of Tarzan, Lord of the Apes, 1984) wg powieści Edgara Rice’a Burroughsa u boku Christophera Lamberta. Jednak z powodu silnego południowego akcentu jej kwestie zostały w końcowej wersji filmu zdubbingowane przez Glenn Close. Po występie w melodramacie  Joela Schumachera Ognie św. Elma (St. Elmo's Fire, 1985), powróciła do kariery modelki, podpisując lukratywny kontrakt z firmą kosmetyczną L’Oréal i Calvinem Kleinem.
Wkrótce znalazła się w obsadzie serialu Tajemnice Sahary (Secret of the Sahara, 1987) u boku Michaela Yorka i Daniela Olbrychskiego. Rola Ann w dramacie Seks, kłamstwa i kasety wideo (Sex, Lies, and Videotape, 1989) przyniosła jej znakomite recenzje i szereg nagród, w tym Independent Spirit Awards i nagrodę Stowarzyszenia Krytyków Los Angeles oraz nominację do Złotego Globu w kategorii „Najlepsza aktorka w filmie dramatycznym”.
Za postać Brontë Parrish w komedii romantycznej Petera Weira Zielona karta (Green Card, 1990) z Gérardem Depardieu zdobyła nominację do Złotego Globu dla „Najlepszej aktorki w filmie komediowym lub musicalu”. W dramacie telewizyjnym HBO Mężczyźni i kobiety 2: W miłości nie ma zasad (Women and Men II, 1991) z Rayem Liottą zagrała postać alkoholiczki Emily Meadows. Za kreację Carrie w komedii romantycznej Mike’a Newella Cztery wesela i pogrzeb (Four Weddings and a Funeral, 1994) z Hugh Grantem była nominowana do nagrody Davida di Donatello i Złotego Globu dla najlepszej aktorki w filmie komediowym lub musicalu.

## Życie prywatne
Od 1986 do 1999 roku była żoną modela Paula Qualleya, z którym doczekała się trójki dzieci: syna Justina i córek Rainey i Margaret. Jej drugim mężem był Rhett DeCamp Hartzog. Ich małżeństwo trwało trzy lata (2001-2004).

## Filmografia
- 1984: Greystoke: Legenda Tarzana, władcy małp[17]
- 1985: Ognie św. Elma (St. Elmo's Fire)
- 1987: Tajemnice Sahary (Secret of the Sahara)
- 1989: Seks, kłamstwa i kasety wideo (Sex, Lies, and Videotape)
- 1990: Zielona karta (Green Card)
- 1991: Hudson Hawk
- 1991: Mężczyźni i kobiety 2: W miłości nie ma zasad (Women&Men 2)
- 1991: Piękny obiekt pożądania (The Object of Beauty)
- 1992: Gracz (The Player)
- 1993: Dzień świstaka (Groundhog Day)
- 1993: Na skróty (Short Cuts)
- 1993: Rubin z Kairu (Ruby Cairo)
- 1994: Cztery wesela i pogrzeb (Four Weddings and a Funeral)
- 1994: Wystrzałowe dziewczyny (Bad Girls)
- 1995: Rodzinka z piekła rodem (Unstrung Heroes)
- 1996: Mężowie i żona (Multiplicity)
- 1996: Michael
- 1997: Koniec przemocy (The End of Violence)
- 1998: Shadrach
- 1999: Muppety z kosmosu (Muppets from Space)
- 1999: Muza (The Muse)
- 1999: Z miłości do... (Just the Ticket)
- 2000: Uciec przed śmiercią (Harrison's Flowers)
- 2001: Kolacja z przyjaciółmi (Dinner with Friends)
- 2001: Romanssidło (Town&Country)
- 2001: Wpadka (Crush)
- 2002: Ginostra
- 2005: Ostatni znak (The Last Sign)
- 2005: Podróże z moją siostrą (Riding the Bus with My Sister)
- 2005: Salon piękności (Beauty Shop)
- 2005: Tara Road
- 2006: Krowy na wypasie (Barnyard)
- 2007: Intervention
- 2008: Inconceivable
- 2008: The Prince of Motor City
- 2009: Sześć żon i jeden pogrzeb (The Six Wives of Henry Lefay)
- 2010: Daydream Nation
- 2010: Patricia Cornwell – Front (The Front)
- 2010: Patricia Cornwell – Ryzyko (At Risk)
- 2010: W imię zemsty (As Good as Dead)
- 2011: Footloose
- 2011: Monte Carlo
- 2011: The 5th Quarter
- 2012: Jane by Design
- 2012: Mighty Fine
- 2012: Rockefeller Plaza 30 (30 Rock)
- 2017: Miłość po miłości
- 2017: Tylko dla odważnych (Only the Brave)
- 2018: Dom na plaży (The Beach House)
- 2018: Papierowe gody (Paper Year)
- 2019: Zabawa w pochowanego (Ready or Not)
- 2019: Kuku (Cuckoo)
- 2019: Kto się śmieje ostatni (The Last Laugh)
- 2020: Dashing in December
- 2020: Wireless
- 2021: Sprzątaczka (Maid)
- 2021: Ziemia niczyja (No Man's Land)
- 2022: Good Girl Jane
- 2022: Bezsenność we dwoje (Along for the Ride)
- 2023: Ta druga Zoey (The Other Zoey)
- 2023: My Happy Ending
- 2024: Ojciec roku (Goodrich)
- 2024: Niewidzialna zemsta (Red Right Hand)